# Fischbrötchen
Le Fischbrötchen (pl. Fischbrötchen, lit. « pain au poisson ») est un sandwich composé de poisson et d'autres ingrédients tels que des oignons blancs ou secs, des cornichons, une rémoulade, une sauce crémeuse au raifort, du ketchup ou une sauce cocktail. Il est couramment consommé dans le nord de l'Allemagne, en raison de la proximité de la région avec la mer du Nord et la mer Baltique.
Une préparation courante est faite avec du hareng Bismarck ou du hareng enrobé. D'autres variétés utilisent les rollmops, le sprat européen, le saumon, le maquereau de l'Atlantique fumé, le cabillaud de l'Atlantique frit et d'autres variétés de poisson (par exemple, les hamburgers de poisson). Les crevettes sont parfois utilisées ainsi que diverses autres espèces de poissons de consommation. Les Fischbrötchen sont généralement servis dans des stands de restauration rapide ou des restaurants à emporter.
La foire de Hanovre était initialement connue sous le nom familier de « foire aux poissons » en raison des petits pains au poisson qui y étaient servis comme en-cas. Le magazine Time l'a choisi comme l'un des 13 meilleurs sandwichs du monde.